# Википедисты
Википеди́сты (англ. Wikipedians; в сообществе Википедии на английском языке обычно users [of Wikipedia]; в сообществе Википедии на русском языке чаще участники [Википедии]), или сообщество Википедии (англ. Wikipedia community), — люди, вносящие свой вклад в развитие интернет-энциклопедии — Википедии. Слово «википедист» (Wikipedian) в августе 2012 года было включено в «Оксфордский словарь английского языка». Почти все википедисты — волонтёры, работающие на общественных началах безвозмездно, но есть также вики-резиденты, для которых пополнение и редактирование Википедии является частью работы в организации (чаще всего образовательной, научной или культурной), и студенты, чья учебная работа связана с редактированием Википедии.

## Численность
Исследования динамики численности википедистов показали, что в ранние годы Википедии их количество возрастало экспоненциально. В апреле 2008 года писатель Клэй Ширки (англ. Clay Shirky) и компьютерный специалист Мартин М. Уаттенберг (англ. Martin M. Wattenberg) оценили общие затраты времени участников, потребовавшиеся на создание Википедии, примерно в 100 миллионов человеко-часов. В ноябре 2011 года во всех языковых разделах Википедии, вместе взятых, было около 31,7 млн зарегистрированных пользователей, в том числе активных (делающих не менее одной правки в месяц) — 270 000.

## Демографические данные
На 2020 год 87 % википедистов — мужчины. Почти половина из них живёт в Европе, а одна пятая — в Северной Америке, по сравнению с 9,7 % и 4,8 % мирового населения.
Менее 1 % редакторов Wikipedia в США идентифицируют себя как чернокожие или афроамериканцы. 15,0 % участников википедии — женщины.
Только 1,5 % редакторов Wikipedia находятся в Африке, хотя африканцы составляют 17 % населения мира.
Мужчины чаще, чем женщины, пытались редактировать Википедию хотя бы один раз. Среди пользователей Википедии во всех шести исследованных регионах (США, Мексика, Египет, Нигерия, Германия и Индия) 27 процентов мужчин-респондентов редактировали Википедию хотя бы один раз, тогда как среди женщин-респондентов этот показатель составил 21 процент.

## Мотивация
Проведены исследования мотивов безвозмездного участия в Википедии. Так, в 2003 году студент-экономист Андреа Циффолилли (Andrea Ciffolilli), исследовавший Википедию как сообщество, утверждал, что катализаторами развития сотрудничества послужили низкие трансакционные издержки использования вики-движка и возможность творческих подходов.
Другое исследование этих мотивов было проведено Андреа Форте (англ. Andrea Forte) и Эми Брукман (Amy Bruckman) в 2005 году и опубликовано под названием «Почему люди пишут в Википедию? Стимулы участия в создании свободных публикаций» (англ. Why Do People Write for Wikipedia? Incentives to Contribute to Open-Content Publishing). В этом исследовании используется концепция «циклов доверия», почерпнутая из книги Б. Латура и С. Вулгара (англ. Steve Woolgar) Лаборатория Жизнь, и в качестве причины участия в Википедии называется стремление получить признание в сообществе.
В 2007 году Одед Нов (Oded Nov) написал работу «Что движет википедистами?» (англ. What Motivates Wikipedians) на ту же тему. Нов провёл опрос, исследуя те же шесть основных мотивов, которым было уделено внимание в более ранних работах:
- Ценности (Values) — ценности альтруизма и желания помогать другим.
- Социальность (Social) — желание получить одобрение друзей, участвуя в деятельности, одобряемой другими людьми.
- Понимание (Understanding) — увеличение собственных познаний в ходе этой деятельности.
- Карьера (Career) — получение определённых навыков и опыта работы.
- Защита (Protective) — стремление найти смысл или оправдание своей жизни и деятельности, например, из-за чувства вины за собственное привилегированное положение в обществе.
- Повышение (Enhancement) — стремление продемонстрировать свои знания другим людям.

и добавив к ним ещё два:
- Идеология (Ideology) — нематериальные мотивы участия в Википедии, связанные с приверженностью той или иной идеологии, например, убеждённость в том, что знания должны быть свободными и общедоступными.
- Удовольствие (Fun) — когда участие в Википедии уже само по себе доставляет радость и удовольствие участнику.

Исследование Нова показало, что наиболее распространёнными мотивами участия в Википедии оказались «удовольствие», «идеология» и «ценности», а наименее распространёнными — «карьера», «социальность» и «защита».
«Фонд Викимедиа» также проводил опросы редакторов и читателей Википедии. Наиболее полным из них стало исследование, проведённое в 2008 году совместно с Collaborative Creativity Group из UNU-MERIT. Его результаты были опубликованы через два года, 24 марта 2010 г. C 2011 года «Фонда Викимедиа» проводит подобные опросы каждые полгода с целью лучшего понимания и удовлетворения потребностей редакторов Википедии.
Ещё одну исследовательскую работу — «Мотивации участников Википедии» (англ. Motivations of Wikipedia content contributors) — в 2010 году опубликовали Хен Ли Ян и Чен Ю Лай (Heng-Li Yang и Cheng-Yu Lai). Они выдвинули гипотезу о том, что если участие в Википедии осуществляется на общественных началах, то индивидуальное удовольствие от него может быть главным мотиватором. Но, однако, это же исследование показало, что хотя человек может начать редактировать статьи Википедии просто из удовольствия, наиболее вероятный мотив продолжения участия в Википедии основывается на «Я-концепции», может быть чем-то вроде «мне нравится делиться знаниями, которые придают смысл моим личным достижениям».
Хен Ли Ян и Чен Ю Лай продолжали заниматься этой темой, и в 2014 году провели новое исследование, опросив авторов англоязычного раздела Википедии и получив 288 достоверных ответов. Результаты исследования подтвердили значимость субъективной ценности задания, обязательств и процедурной справедливости для удовлетворённости от участия в Википедии.
Сами википедисты время от времени публиковали сообщения о своём личном опыте и своих мотивах участия в Википедии. Наиболее часто называлась радость от участия и от принадлежности к сообществу Википедии, упоминалась и потенциальная возможность некоторого привыкания к редактированию Википедии. Джана Трапани (англ. Gina Trapani) в блоге на Lifehacker.com написала, что «редактирование энциклопедических статей нисколько не пугает. Это просто, это приносит неожиданное удовлетворение и может вызвать страстную зависимость». Джимми Уэйлс также отмечал способность Википедии доставлять удовольствие и вызывать зависимость. В Википедии также практикуется награждение виртуальными орденами за хорошую работу в Википедии. Этот феномен также изучался исследователями.

## СМИ Википедии
Существует несколько специализированных изданий о Википедии и для Википедии. Наиболее известное из них — онлайновый еженедельник «Викивестник», выходящий с 10 января 2005 года. В нём с 2006 по 2008 годы выпускались комиксы WikiWorld, автором которых является профессиональный художник-карикатурист Грег Уильямс (англ. Greg Williams). С 2006 по 2009 годы выходил также подкаст Wikipedia Weekly.

## «Викники»
Пикники участников Википедии — «викники» (англ. wiknic) — проходят каждое лето в больших городах США, обычно перед четвёртым июля.